# Zajsansko jezero
Zajsansko jezero (Predložak:Kaz.) je slatkovodno je jezero u okrugu Tarbagatay, Istočnokazahstanska oblast, Kazahstan. To je najveće jezero u regiji. Jezero je uglavnom zaleđeno od početka studenog do kraja travnja, ali i dalje ima obilje ribe.
Jezero se isušuje u moderno doba, ali taj je proces stabiliziran izgradnjom hidroelektrane Bukhtarma, čiji je sada dio akumulacijskog jezera.

## Imena
Kazahstanski naziv jezera je Zaisan kölı (kk. Зайсан көлі ili fa. زايسان كولى ). Potječe od mongolskog Zaisan nuur' (mn. Зайсан нуур), što znači "Plemenito jezero". Osim što je bilo plemenito po veličini i ljepoti, korišteno je kao sjedište raznih hordi i kanata, uključujući Džungarski kanat. Na jeziku lokalnog naroda Dungana, zove se Jesonpe ili Zhaisaonpe (dng. Җэсонпә ). Na ruskom je to Ozero Zajsan (ru. Озеро Зайсан) a na kineskom, Zhāisāng Pō.

## Geografija
Jezero se nalazi na nadmorskoj visini od 420 m, u udolini između Altaja i Tarbagatajskih planina. Dugo je 105 km, s približnom širinom između 22 i 48 km. Glavna rijeka koja se ulijeva u jezero je Kara Irtiš (Crni Irtiš) i Kendirlik s istoka; jedini istjek je Ertis ili rijeka Irtiš.
Od izgradnje brane Buhtarma na Irtišu, nizvodno od Zajsana, jezero je poraslo za oko 6 m iznad svoje prirodne razine. Kao rezultat toga, površina jezera se udvostručila, s oko 1800 km2 na 3500 km2 (ili čak do 5000 km2); stoga se u nekim izvorima jezero navodi kao dio umjetnog rezervoara. Umjetni rezervoari obiluju na velikom dijelu okolnog područja.
Bajkalsko jezero često se smatra najstarijim jezerom na svijetu, jer jasni dokazi pokazuju da je staro 25-30 milijuna godina. Zajsansko jezero, međutim, moglo bi biti i starije, moguće iz razdoblja krede, s potencijalnom starošću većom od 66 milijuna godina (najvjerojatnije oko 70 milijuna godina); točna starost je diskutabilna i okružena određenom nesigurnošću. Pokazalo se da je teško pronaći jasan pokazatelj starosti jezera, iako su provedena neka geološka istraživanja slijeva jezera. Moderna geološka analiza cijelog polja, očito, podržava iznimno staru starost jezera.

## Povijest
U 3. stoljeću pr. Kr., jezero je označavalo okvirnu granicu između plemena konfederacije Xiongnu  i Juežija. Kasnije, početkom 2. stoljeća, Xiongnu su uspješno osvojili veći dio područja od Juežija.
Tijekom ratova Han-Xiongnu, Zajsansko jezero i Crni Irtiš bili su točka sporenja između kineske dinastije Han i Xiongnua, a značajnu kampanju u regiji poduzeo je general Huo Qubing.
Od početka 4. stoljeća, Zajsansko jezero i Irtiš s obje njegove strane došli su pod kontrolu triju uzastopnih turkijskih carstava: Rouranskog kaganata, Prvog turkijskog kaganata i Drugog turkijskog kaganata. Nakon reformacije nomadske države od strane GokTurka u 6. stoljeću i njihove naknadne podjele na istočnu i zapadnu polovicu, Zajsansko je jezero osvojila kineska dinastija T'ang u 7. stoljeću tijekom bitke na rijeci Irtiš.
Nakon gubitka sjevernih posjeda dinastije Tang, jezerom su tijekom srednjeg srednjeg vijeka od 8. do 11. stoljeća upravljala razna nomadska plemena Karluka i Ojrata. Dvije glavne sile koje su kontrolirale regiju od 11. do 1215. godine bili su Kara-Khanidi i Kara-Kitaji, a potonje je 1216. godine pregazio mongolski general Jebe. Odatle je jezero Zajsan prešlo u mongolski posjed. Dok je carstvo još bilo ujedinjeno, jezero je služilo kao putna točka za velike mongolske ekspedicije u središnju i zapadnu Aziju iz Mongolije, poput onih Džingis-kana (1224.) i Hulagu-kana (1251.).
Regijom je i dalje upravljala dinastija Yuan, prije nego što je kasnije podijeljena između lokalnih nomadskih sila. Timur je 1391. godine pokrenuo vojnu ekspediciju na jezero i Crni Irtiš u potjeri za mogulskim kanom Qumaruddinom Dughlatom.
Prvi Rus koji je stigao u to područje bio je Ivan Bukholc koji je putovao uz Irtiš kako bi izgradio utvrdu i tražio zlato. Godine 1715. Ojrati, koji su u regiji osnovali Džungarski kanat, potisnuli su ga nizvodno.
Kinesko Carstvo Qing osvojilo je državu Džungar 1750-ih. To je potaknulo povećanu pozornost ruskih vlasti prema njihovom pograničnom području; 1756. godine, orenburški guverner Ivan Njepljujev čak je predložio aneksiju regije Zajsanskog jezera, ali taj je projekt osujetili kineski uspjesi. U Rusiji (1759.) izražena je zabrinutost zbog (teorijske) mogućnosti da kineska flota plovi od jezera Zajsan niz Irtiš i u zapadni Sibir. Ruska ekspedicija posjetila je Zajsansko jezero 1764. godine i zaključila da takva riječna invazija nije vjerojatna. Ipak, lanac ruskih stražarskih mjesta uspostavljen je na rijeci Buhtarmi, sjeverno od jezera Zajsan. Tako je granica između dva carstva u porječju Irtiša postala otprilike označena, s (rijetkim) lancem stražarnica s obje strane.
Situacija na Zajsanu sredinom 19. stoljeća opisana je u izvješću A. Abramofa (1865.). Iako su obje strane priznavale regiju Zajsan kao dio Carstva Qing, svake su je godine koristile ribarske ekspedicije koje je slala Sibirska kozačka vojska. Ove ljetne ekspedicije započele su 1803. godine. A od 1822. do 1825. njihov je raspon proširen na cijelo jezero Zajsan i do ušća Crnog Irtiša. Do sredine 19. stoljeća, prisutnost Qinga na gornjem Irtišu uglavnom se ograničavala na godišnji posjet ambana Qinga iz Čugučaka jednoj od kozačkih ribarskih postaja (Batavski Piket).
Granica između Ruskog i Qing Carstva u Irtiškom bazenu utvrđena je duž linije prilično slične modernoj granici Kine s Rusijom i Kazahstanom Pekinškom konvencijom iz 1860. Stvarna granična linija prema konvenciji povučena je Protokolom iz Čugučaka (1864.), ostavljajući jezero Zajsan na ruskoj strani. Vojna prisutnost Qing Carstva u Irtiškom bazenu raspala se tijekom Dunganskog ustanka (1862. – 1877.). Nakon propasti ustanka i ponovnog osvajanja Xinjianga od strane Zuo Zongtanga, granica između Ruskog i Qing Carstva u Irtiškom bazenu dodatno je neznatno prilagođena, u korist Rusije, Sanktpeterburškim ugovorom (1881.).

## Reference
- Abramof, A. 1865. The lake Nor-Zaysan and its neighborhood. Journal of the Royal Geographical Society of London. translated by John Michell. J. Murray. str. 58–69. doi:10.2307/3698078. JSTOR 3698078
- AAPG Studies in Geology #46, Chapter 29: "Upper Cretaceous-Cenozoic Lacustrine Deposits of the Zaysan Basin, Eastern Kazakhstan." Spencer G. Lucas, Robert J. Emry, Viacheslav Chkhikvadze, Bolat Bayshashov, Lyubov A. Tyutkova, Pyruza A. Tleuberdina, Ayzhan Zhamangara. AAPG Special Volumes. Volume Lake Basins Through Space and Time, Pages 335 - 340 (2000)
- L. E. Popov, Michael G. Bassett, V. G. Zhemchuzhnikov, L. E. Holmer and I. A. Klishevich, "Gondwanan faunal signatures from Early Palaeozoic terranes of Kazakhstan and Central Asia: evidence and tectonic implications." Geological Society, London, Special Publications 2009, 325:23-64
- A. Kröner, B.F. Windley, G. Badarch, O. Tomurtogoo, E. Hegner, B.M. Jahn, S. Gruschka, E.V. Khain, A. Demoux, and M.T.D. Wingate, "Accretionary growth and crust formation in the Central Asian Orogenic Belt and comparison with the Arabian-Nubian shield, Memoirs."

## Vanjske poveznice
|  | Zajednički poslužitelj ima još gradiva o temi Zajsansko jezero |